# Aoi Teshima
Aoi Teshima (手嶌葵, Teshima Aoi, 21 de juny de 1987) és una actriu i cantant japonesa nascuda a Kasuga, Fukuoka. És coneguda per cantar i actuar en diverses obres de Goro Miyazaki i en pel·lícules com Contes de Terramar i El turó de les roselles. A més, la seva cançó "Un petit restaurant al bosc" (en japonès 森の小さなレストラン) és àmpliament utilitzada com a fil musical en vídeos de YouTube especialment de cuina i artesania.

## Vida primerenca
Aoi Teshima va néixer el 21 de juny de 1987 a Kasuga, Fukuoka, Japó. Des de petita, va ser influenciada pel gust dels seus pares per les pel·lícules musicals clàssiques, com ara El mag d'Oz, El jardí secret, El petit príncep i Esmorzar a Tiffany. D'això, Teshima ha atribuït la cançó, Moon River, juntament amb la música d'⁣Ella Fitzgerald, Louis Armstrong i Billie Holiday com a base del seu amor per la música jazz, i com a influències principals en el seu estil musical. A l'escola secundària, Teshima es va veure emocionada per la cançó de 1979 de Bette Midler, The Rose, la seva versió amateur de la qual es va convertir en el detonant del seu debut com a cantant.

## Carrera
Després de graduar-se de secundària, Teshima es va matricular a l'Escola de Música C&S de Fukuoka, per adquirir els títols de secundària alhora que desenvolupava les seves habilitats de cant. Allà, va començar una carrera musical com a amateur el 2003. Els anys 2003 i 2004, va participar en l'esdeveniment musical DIVA, celebrat a Fukuoka, com a part del Teen's Music Festival patrocinat per Yamaha Music.
El març de 2005, va actuar a l'esdeveniment Japan-Korea Slow Music World a Corea del Sud, on la seva actuació va ser ben rebuda entre el públic, cridant l'atenció del director d'anime Gorō Miyazaki. El productor musical de Studio Ghibli, Toshio Suzuki, va quedar molt impressionat quan va escoltar la seva versió demo de "The Rose" per recomanació de Miyazaki.
El 7 de juny de 2006, el llançament de "Theru's Song (テルーの唄, 'Terū no Uta') " es va convertir en el seu gran debut. La cançó va ser el tema de la pel·lícula dirigida per Gorō Miyazaki, Contes de Terramar, en la qual també dóna veu al personatge Theru. Aquesta cançó va debutar al 5è lloc de les llistes d'Oricon, amb un nombre d'enviaments de CD d'uns 300.000, juntament amb les descàrregues de música enregistrades amb unes 650.000 descàrregues, que era la més gran per al tema principal de la sèrie Studio Ghibli en aquell moment.
Va aparèixer cantant dues cançons al joc de Nintendo Wii, Fragile Dreams: Farewell Ruins of the Moon, anomenades "Light (光, 'Hikari')" i "Warmth of the Moon (月のぬくもり, 'Tsuki no Nukumori'). El 2011, va tornar a col·laborar amb Gorō Miyazaki en el seu segon llargmetratge, El turó de les roselles (2011), cantant "Summer of Goodbye", el tema principal de la pel·lícula i altres cançons de la pel·lícula, així com interpretant el personatge de Yuko.
El 30 de setembre de 2012, se li va lliurar el Premi Cultural Ciutadà de la ciutat de Kasuga.
El 10 de febrer de 2016, va llançar el primer senzill del seu 10è àlbum, Ren'dez-vous, titulat "Letter to Tomorrow (明日への手紙, Asu e no Tegami). Aquesta cançó es va utilitzar al drama japonès Love That Makes You Cry i es va situar a la part superior de la llista Billboard Japan Hot 100.

## Vida personal
Teshima s'ha descrit a si mateixa com "tossuda i de voluntat forta", i ha afegit que també és tímida davant la càmera.

## Discografia

### Àlbums originals
| Títol                                                                                     | Informació de l'àlbum | Oricon àlbums gràfics | Vendes |
| ----------------------------------------------------------------------------------------- | --- | --------------------- | ------ |
| Gedo Senki Kashū (ゲド戦記歌集) Col·lecció Tales from Earthsea Song                       | - Publicat: 12 de juliol de 2006 - Etiqueta: Yamaha (YCCW-10028) - Formats: disc compacte, descàrrega digital, CD de lloguer  | 20                    | 55.000 |
| Haru no Kashū (春の歌集, Spring song collection)                                          | - Publicat: 7 de febrer de 2007 - Etiqueta: Yamaha (YCCW-10028) - Formats: disc compacte, descàrrega digital, CD de lloguer   | 38                    | 14.000 |
| Niji no Kashū (虹の歌集, Rainbow song collection)                                         | - Publicat: 23 de juliol de 2008 - Etiqueta: Yamaha (YCCW-10049) - Formats: disc compacte, descàrrega digital, CD de lloguer  | 78                    | 5.900  |
| Kokurikozaka kara Kashū (コクリコ坂から歌集) Des de la col·lecció El turó de les roselles | - Publicació: 6 de juliol de 2011 - Etiqueta: Yamaha (YCCW-10156) - Formats: disc compacte, descàrrega digital, CD de lloguer | 33                    | 24.000 |
| Ren'dez-vous                                                                              | - Publicat: 23 de juliol de 2014 - Segell: Victor Entertainment (VICL-64074)                                                  | 125                   |        |

Els àlbums de versions de Teshima són cantats anglès.
| Títol                          | Informació de l'àlbum | Oricon àlbums gràfics | Vendes |
| ------------------------------ | --- | --------------------- | ------ |
| The Rose: I Love Cinemas       | - Temes de pel·lícules occidentals - Publicat: 5 de març de 2008 - Etiqueta: Yamaha (YCCW-10044) - Formats: disc compacte, descàrrega digital, CD de lloguer   | 48                    | 15.000 |
| La Vie en rose: I Love Cinemas | - Temes de pel·lícules occidentals - Publicat: 7 d'octubre de 2009 - Etiqueta: Yamaha (YCCW-10102) - Formats: disc compacte, descàrrega digital, CD de lloguer | 65                    | 6.000  |
| Christmas Songs                | - Cançons de Nadal occidentals - Publicat: 24 de novembre de 2010 - Etiqueta: Yamaha (YCCW-10119) - Formats: disc compacte, descàrrega digital, CD de lloguer  | 127                   | 3.900  |
| Miss Aoi – Bonjour, París!     | - Cançons de temàtica de París - Publicat: 12 de desembre de 2012 - Etiqueta: Rendezvous (RDV-0008)                                                            |                       |        |
| Cheek to Cheek~I Love Cinemas~ | - Temes de pel·lícules occidentals - Publicat: 19 de desembre de 2018 - Segell: Victor Entertainment (VIZL-1503/VICL-65075)                                    |                       |        |

### Àlbums recopilatoris
| Any             | Informació de l'àlbum | Oricon àlbums gràfics | Vendes |
| --------------- | --- | --------------------- | ------ |
| Collection Blue | - Publicació: 9 de novembre de 2011 - Etiqueta: Yamaha (YCCW-10162) - Formats: disc compacte, descàrrega digital, CD de lloguer |                       |        |

### Singles
| Release                                                                                           | Title | Notes                                      | Chart positions       | Chart positions          | Chart positions      | Oricon sales | Album                   |
| Release                                                                                           | Title | Notes                                      | Oricon singles charts | Billboard Japan Hot 100* | RIAJ digital tracks* | Oricon sales | Album                   |
| ------------------------------------------------------------------------------------------------- | --- | ------------------------------------------ | --------------------- | ------------------------ | -------------------- | ------------ | ----------------------- |
| 2006                                                                                              | "Therru no Uta" (テルーの唄, Terū no Uta, "Therru's Song")                                                              | Gold certification for cellphone downloads | 5                     | —                        | —                    | 228,000      | Ged Senki Kashū         |
| 2007                                                                                              | "Kishi o Hanareru Hi" (岸を離れる日, "The Day I Push Off from the Shore")                                               | Digital release                            | —                     | —                        | —                    | —            | Haru no Kashū           |
| 2007                                                                                              | "Kiseki no Hoshi" (奇跡の星, "Miracle Star")                                                                            |                                            | 32                    | —                        | —                    | 4,000        | Niji no Kashū           |
| 2008                                                                                              | "Kazoku no Fūkei (CM Version)" (家族の風景 (CMバージョン), "Family Scene")                                              | Digital release                            | —                     | —                        | —                    | —            | Niji no Kashū           |
| 2008                                                                                              | "Niji" (虹, "Rainbow")                                                                                                  |                                            | 110                   | —                        | —                    | 2,900        | Niji no Kashū           |
| 2008                                                                                              | "Can't Help Falling in Love"                                                                                            | Elvis Presley cover, digital release       | —                     | —                        | —                    | —            | Collection Blue         |
| 2008                                                                                              | "Hikari/Tsuki no Nukumori" (光/月のぬくもり, "Light/Warmth of the Moon")                                                | Digital release                            | —                     | —                        | —                    | —            | Collection Blue         |
| 2009                                                                                              | "Tsurezure Yōbi" (徒然曜日, "Boring, Regular Day")                                                                      | Digital re-release                         | —                     | —                        | —                    | —            | Haru no Kashū           |
| 2009                                                                                              | "La Vie en rose" | Édith Piaf cover, digital release          | —                     | —                        | —                    | —            | La Vie en rose          |
| 2009                                                                                              | "Kono Michi" (この道, "This Road")                                                                                      | Digital release                            | —                     | —                        | —                    | —            | Collection Blue         |
| 2010                                                                                              | "Ima o Ikite" (いまを生きて, "Live for Today")                                                                          | Digital release                            | —                     | —                        | —                    | —            | Collection Blue         |
| 2010                                                                                              | "Because" (Yoko Kanno x Aoi Teshima)                                                                                    | Digital release                            | —                     | —                        | —                    | —            | Collection Blue         |
| 2010                                                                                              | "Ryūsei" (流星, "Meteor")                                                                                               | Digital release                            | —                     | —                        | —                    | —            | Collection Blue         |
| 2011                                                                                              | "Sayonara no Natsu (Kokurikozaka kara)" (さよならの夏～コクリコ坂から～, "Summer of Farewells (From Up on Poppy Hill)") |                                            | 22                    | 13                       | 11                   | 27,000       | Kokurikozaka kara Kashū |
| 2016                                                                                              | "Asu e no Tegami" (明日への手紙, "Letter for Tomorrow")                                                                 |                                            | 16                    | 1                        | 1                    |              |                         |
| 2021                                                                                              | "Tadaima" (ただいま, "I'm home")                                                                                        |                                            |                       |                          |                      |              |                         |
| *Japan Hot 100 establert el febrer de 2008, RIAJ Digital Track Chart establert a l'abril de 2009. | |                                            |                       |                          |                      |              |                         |